# Ablemma merotai
Espèce
Ablemma merotai est une espèce d'araignées aranéomorphes de la famille des Tetrablemmidae.

## Distribution
Cette espèce est endémique du Sabah en Malaisie.

## Étymologie
Son nom d'espèce lui a été donné en référence au lieu de sa découverte, Merotai.

## Publication originale
- Lehtinen, 1981 : Spiders of the Oriental-Australian region. III. Tetrablemmidae, with a world revision. Acta Zoologica Fennica, vol. 162, p. 1-151.